# Elaeognatha purpurascens
Elaeognatha purpurascens är en fjärilsart som beskrevs av Druce 1910. Elaeognatha purpurascens ingår i släktet Elaeognatha och familjen trågspinnare. Inga underarter finns listade i Catalogue of Life.